# Pharmacie de la cour princière
La pharmacie de la cour princière est un monument historique situé à Bischwiller, dans le département français du Bas-Rhin.

## Localisation
Ce bâtiment est situé au 2, rue du Conseil à Bischwiller.

## Historique
Cette pharmacie fut fondée par Christian II de Birkenfeld-Bischweiler en 1664.
L'édifice fait l'objet d'une inscription au titre des monuments historiques depuis 1987.

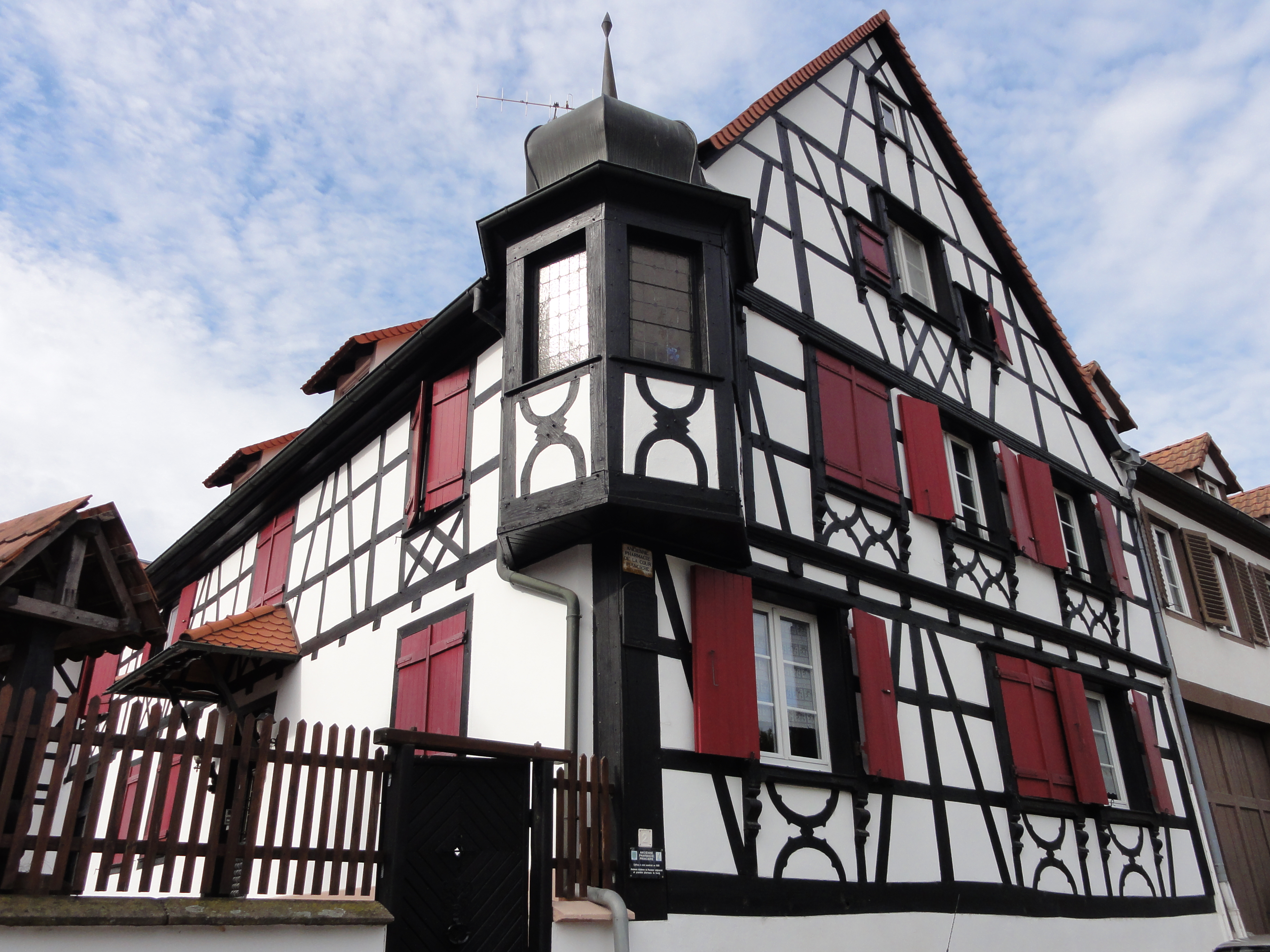
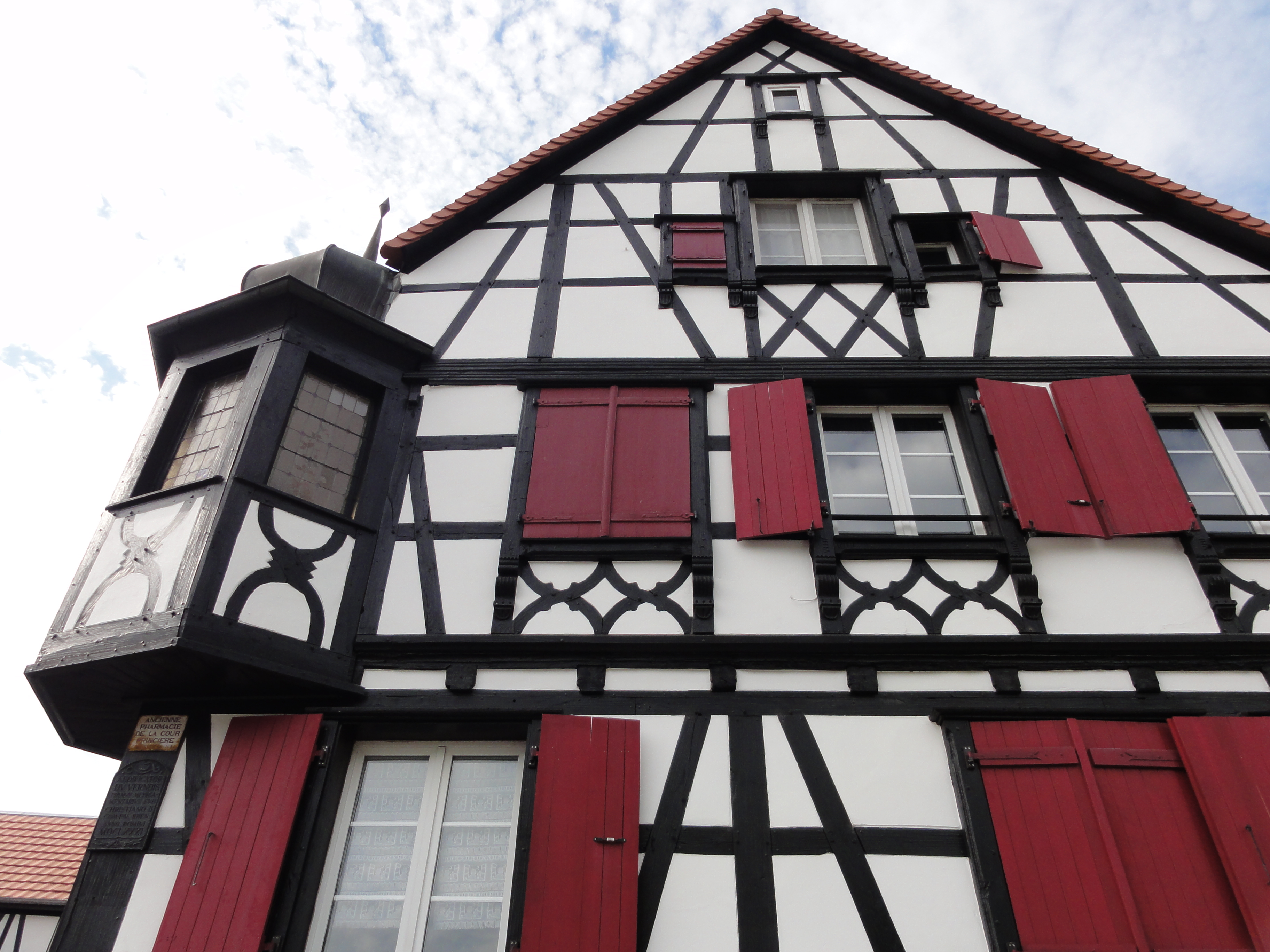
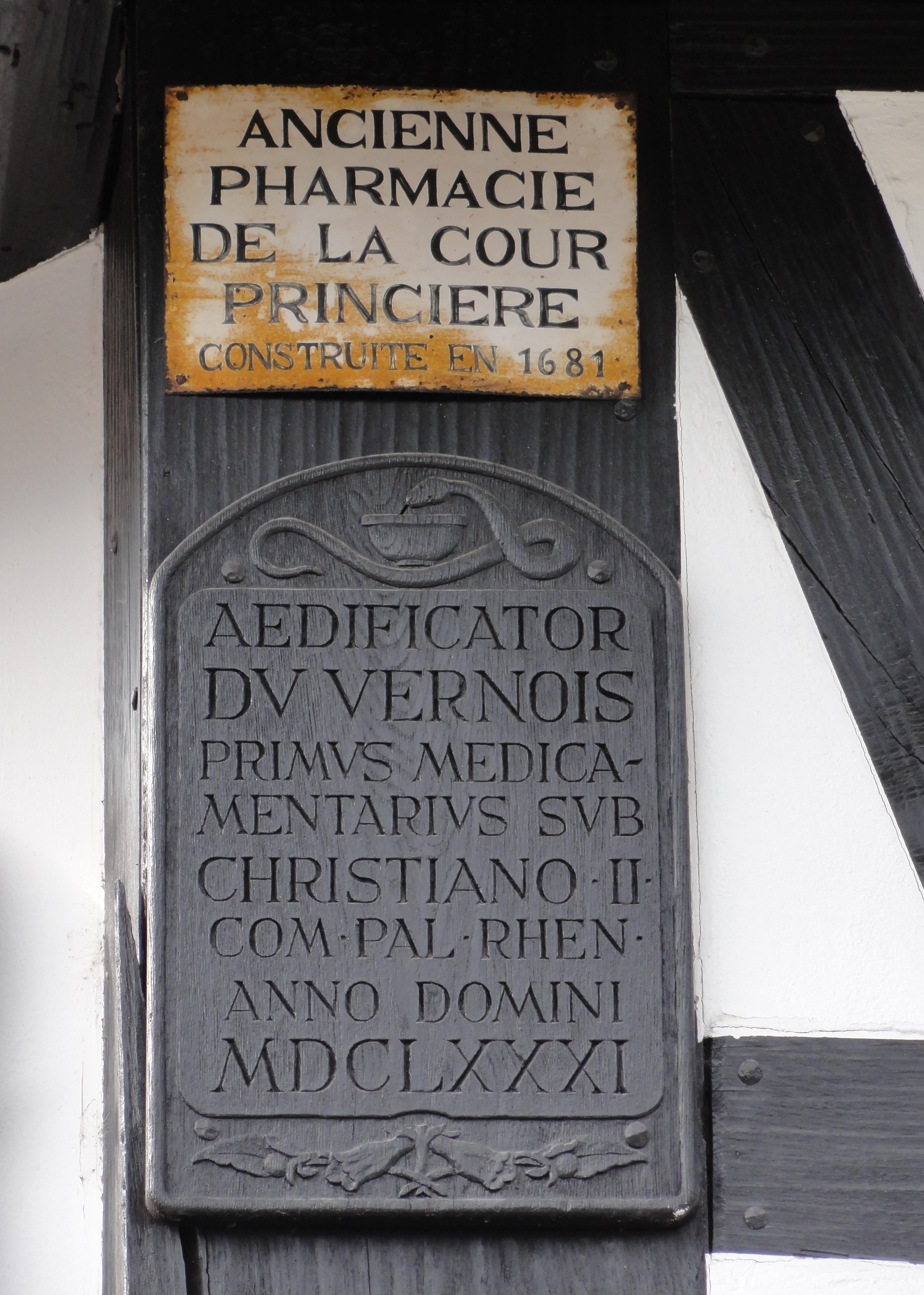